# Black Widow (soundtrack)
Black Widow (Original Motion Picture Soundtrack) is de originele soundtrack voor de Marvel Studios-film Black Widow uit 2021, gecomponeerd door Lorne Balfe. Het album werd op 9 juli 2021 uitgebracht door Hollywood Records.
Balfe gebruikte de Londense Metro Voices voor een 118-koppig orkest en een 60-stemmig koor dat Russische teksten zong, met een 40-stemmig mannenkoor en een 20-stemmig vrouwenkoor, die opnames maakten met en zonder tekst. Deze teksten zijn overgenomen uit de Russische poëzie van Aleksandr Poesjkin, Lev Tolstoj en Michail Lermontov. Balfe zei dat "de muziek van het Rode Leger ook een enorme invloed had", en dat hij "Yelena dat Rode Leger robuustheid wilde geven met haar thema." Balfe vermeed meer clichématige Russische instrumenten zoals balalaika's, omdat ze "niet in de film pasten" en "een parodie zouden kunnen worden".

## Tracklijst
Alle muziek is geschreven door Lorne Balfe.

| Nr. | Titel                         | Duur |
| --- | ----------------------------- | ---- |
| 1.  | Natasha's Lullaby             | 3:24 |
| 2.  | Latrodectus                   | 2:40 |
| 3.  | Fireflies                     | 3:13 |
| 4.  | The Pursuit                   | 2:53 |
| 5.  | The First Bite Is the Deepest | 3:05 |
| 6.  | Last Glimmer                  | 4:19 |
| 7.  | Dreykov                       | 3:34 |
| 8.  | You Don't Know Me             | 2:01 |
| 9.  | Yelena Belova                 | 3:36 |
| 10. | From the Shadows              | 3:44 |
| 11. | Hand in Hand                  | 2:46 |
| 12. | Blood Ties                    | 2:54 |
| 13. | Whirlwind                     | 3:28 |
| 14. | Arise                         | 2:13 |
| 15. | Natasha's Fragments           | 1:55 |
| 16. | A Sister Says Goodbye         | 4:14 |
| 17. | I Can't Save Us               | 1:51 |
| 18. | Red Rising                    | 3:57 |
| 19. | The Betrayed                  | 5:38 |
| 20. | The Descent                   | 2:05 |
| 21. | Faces to the Sun              | 1:51 |
| 22. | Natasha Soars                 | 2:19 |
| 23. | Last Love                     | 1:59 |
| 24. | Into the Past                 | 4:55 |
| 25. | Broken Free                   | 3:09 |
| 26. | A Calling                     | 2:10 |